# 마이크 모다노
마이크 모다노(영어: Mike Modano, 영어 발음: /ˈmaɪk moʊˈdɑːnoʊ/)로 잘 알려진 마이클 토머스 모다노 주니어(영어: Michael Thomas Modano Jr., 1970년 6월 7일~)는 미국의 아이스하키인으로 현역 시절 포지션은 센터였다. 선수 경력 대부분을 내셔널 하키 리그(NHL)의 댈러스 스타스 소속으로 활동했으며 선수 경력 마지막 시즌은 디트로이트 레드윙스에서 보냈다.
그는 NHL에서 활동한 미국 출신 선수 중 가장 많은 득점 기록을 보유하고 있으며 1988년 NHL 드래프트에서 전체 1위로 댈러스 스타스의 전신인 미네소타 노스 스타스의 지명을 받고 프로 아이스하키 선수 경력을 시작했다. 노스 스타스가 연고지 이전을 이룬 후인 1999년에 스탠리 컵 우승에 기여했다.
미국 대표팀의 일원으로 국제 대회에 참가했던 모다노는 올림픽에 3회 참가했고 2002년 동계 올림픽에서 미국팀의 은메달 획득에 기여했다. 또한 1991년 캐나다컵에서 준우승을 차지했고 1996년 월드컵에서 우승을 차지했다. 또한 세계 아이스하키 선수권 대회에 3회 참가했다.
그는 텍사스주를 비롯한 미국 남부의 아이스하키 대중화에 기여한 가장 큰 영향력을 발휘한 인물 중 한 명으로 평가받고 있다. 은퇴 후인 2014년 하키 명예의 전당에 헌액되었으며 2017년에 "위대한 NHL 선수 100인" 중 한 명으로 선정되었다. 2019년에는 국제 아이스하키 연맹 명예의 전당에 헌액되었다.